# 2012: Льодовиковий період
«2012: Льодовиковий період» (англ. 2012: Ice Age) — фільм-катастрофа 2011 р. виробництва США незалежної студії The Asylum. Перший мокбастер, що містить елементи блокбастера Післязавтра. Фільм містить тематику 2012 року, як два інших — «2012: Судний день» і «2012: Наднова», проте вони не пов'язані між собою сюжетом .

## Сюжет
Події розгортаються навколо кліматичної катастрофи на території США. Ряд вивержень в Ісландії стає причиною того, що гігантський льодовик відривається з місця і рухається вниз, на східне узбережжя Сполучених Штатів, знищуючи все, що зустрічається на його шляху. Поступово льодовик накриває величезну територію, доходячи в підсумку до Нью-Йорка.
Велика частина США похована під льодом. Поки військовики безуспішно намагаються впоратися з ним, одне сімейство, розлучене стихійним лихом, намагається на машині прорватися до Нью-Йорка, щоб врятувати свою доньку.

## Ролі
- Патрік Лабьортекс — Білл Харт
- Джулі Маккалоу — Тері Харт
- Нік Афанасьєв — Нельсон Харт
- Кеті Вілсон — Джулія Харт
- Кайл Морріс — Логан
- Джеральд Вебб — Джеральд
- Чако Вадакет — Дів'я
- Седрік Скотт — сенатор Хоппер
- Тед Монте — Гері
- Шон Корі — підполковник Сінор

## Критика
На сайті IMDb рейтинг становить 2,3 з 10 (станом на 5 червня 2013-го).